# 訃報 2002年9月
訃報 2002年9月（ふほう 2002ねん9がつ）では、2002年（平成14年）9月中に物故した、又は物故が報じられた人物についてまとめる。

## （1日 - 15日）

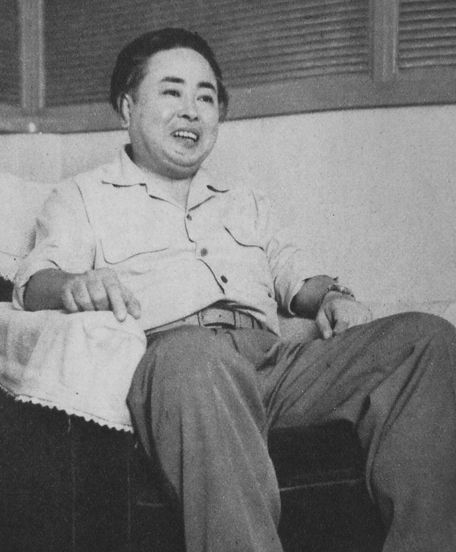
阿木翁助／9月11日没

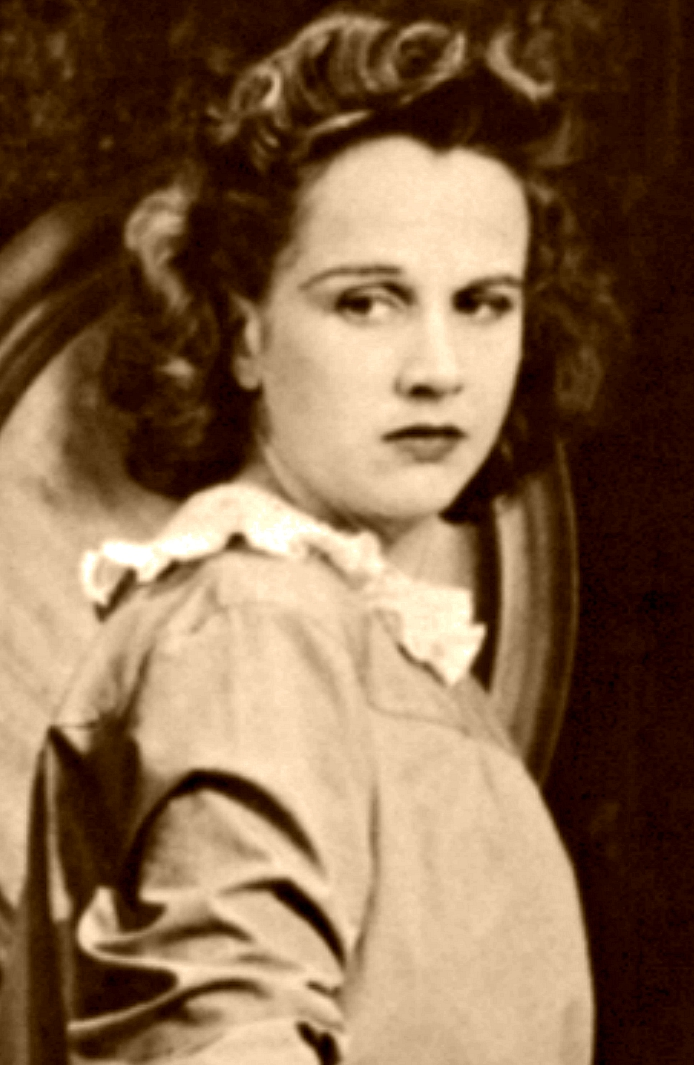
キム・ハンター／9月11日没

- 9月1日 - 林重男、写真家（* 1918年）
- 9月3日 - ケネス・ヘア、気候学者（* 1919年)
- 9月3日 - テッド・ロス、俳優（* 1934年）
- 9月4日 - ヴラド・ペルルミュテール、ピアニスト（ 1904年）
- 9月5日 - 大野俶嵩、日本画家（* 1922年）
- 9月6日 - 古賀正浩、政治家、自由民主党衆議院議員（* 1934年）
- 9月6日 - 小川信雄、エンジニア・実業家（* 1912年）
- 9月7日 - エウジェニオ・コセリウ、言語学者（* 1921年）
- 9月7日 - 川端秀子、川端康成の妻（* 1907年）
- 9月8日 - 稲葉三千男、社会学者、政治家、元東京都東久留米市長（* 1927年）
- 9月9日 - 天木一太、内科学者（* 1921年）
- 9月9日 - 飯田庸太郎、実業家（* 1920年）
- 9月9日 - ジェフリー・ダマー、電子技術者・コンサルタント（* 1909年）
- 9月10日 - 中村拡三、解放運動家・教育家（* 1923年）
- 9月11日 - 阿木翁助、劇作家、脚本家（* 1912年）
- 9月11日 - キム・ハンター、女優（* 1922年）
- 9月12日 - 奈良林祥、医学者（* 1919年）
- 9月13日 - 梅本堯夫、教育心理学者（* 1921年）
- 9月13日 - 河村勝夫、経営者（* 1914年）
- 9月13日 - 野津克巳、実業家（* 1917年）
- 9月14日 - 宇佐見英治、詩人・フランス文学者・美術評論家（* 1918年）
- 9月14日 - アンリ・フネ、軍人（* 1919年）

## （16日 - 30日）

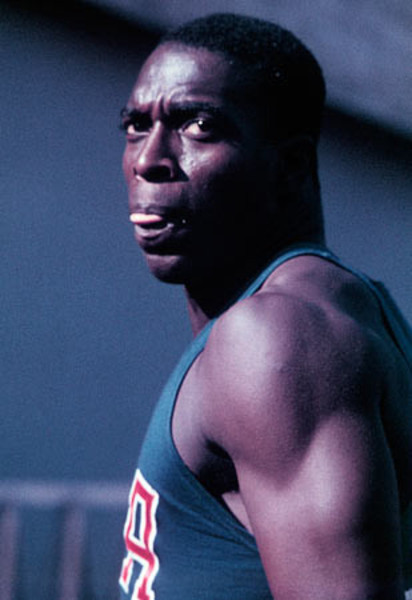
ボブ・ヘイズ／9月18日没

- 9月16日 - 大塚徳郎、日本史学者（* 1914年）
- 9月17日 - 藤原礼子、女優（* 1932年）
- 9月17日 - アイリーン・コルウェル、児童図書館員（* 1904年）
- 9月18日 - 瀬木博政、博報堂代表取締役名誉会長（* 1904年）
- 9月18日 - ボブ・ヘイズ、陸上競技選手（* 1942年）
- 9月19日 - 永田英太郎、実業家（* 1911年）
- 9月19日 - 土方三郎、経営者（* 1914年）
- 9月21日 - ロバート・L・フォワード、物理学者・SF作家（* 1932年）
- 9月21日 - 滝口丈夫、経営者（* 1907年）
- 9月21日 - ニルス・ボーリン、機械工学者（* 1920年）
- 9月24日 - 鮎川哲也、小説家（* 1919年）
- 9月25日 - 大井龍夫、生物物理学者（* 1924年）
- 9月25日 - 大橋宵火、俳人（* 1908年）
- 9月26日- ゾラフ・バルハフティク、政治家（* 1906年）
- 9月26日 - 松浦友久、古典中国文学者（* 1935年）
- 9月27日 - デビッド・グレンジャー、ボブスレー選手・実業家（* 1903年）
- 9月27日 - 藤田静夫、サッカー選手（* 1911年）
- 9月28日 - 坂本一亀、編集者（* 1921年）
- 9月28日 - パッツイー・ミンク、政治家（* 1927年）
- 9月29日 - 赤澤璋一、通産官僚（* 1919年）
- 9月30日 - エーワルト・オークショット、挿絵画家（* 1916年）
- 9月30日 - 村田柴太、政治家（* 1926年）